# Meloe medogensis
Meloe medogensis là một loài bọ cánh cứng trong họ Meloidae. Loài này được Tan miêu tả khoa học năm 1988.